# Omate
Omate (Omaa in dialetto brianzolo, AFI: [ˈumɑː]) è l'unica frazione di Agrate Brianza ed è posta ad est del centro abitato, in direzione di Cavenago di Brianza.
Prima del 1869 fu comune autonomo ed è attraversata dal torrente Molgora.

## Origini del nome
In alcuni documenti, Omate, è chiamato Vomate poi Homà trasformatosi successivamente in Homati oppure Loco Homate infine Homate fino a giungere al nome attuale.

## Storia
Registrato agli atti del 1751 come un villaggio milanese di 360 abitanti saliti a 476 nel 1771, alla proclamazione del Regno d'Italia nel 1805 Omate risultava avere 427 residenti. Nel 1809 il comune si allargò incorporando Burago e Caponago, ma nel 1811 un regio decreto di Napoleone determinò la soppressione dell'autonomia municipale per annessione a Cavenago. Il Comune di Omate fu comunque poi ripristinato con il ritorno degli austriaci nel 1816, e successivamente l'abitato crebbe discretamente, tanto che nel 1853 risultò essere popolato da 744 anime, salite a 816 nel 1861. Fu un decreto di Vittorio Emanuele II del 1869 a decidere la soppressione del municipio, annettendolo a quello di Agrate.

## Monumenti e luoghi d'interesse

### Villa Trivulzio
La villa Trivulzio apparteneva all'omonima famiglia, ora di proprietà della famiglia Giambelli.

Villa ottocentesca costituita da due corpi paralleli congiunti da un portico trasparente a sette arcate.
La villa oggi appare molto diversa dal primitivo progetto dell'architetto Ruggeri. 
L'ampio parco, progettato in anni precedenti, fu in seguito trasformato in giardino paesaggistico.

La villa apparteneva già nel '500 alla nobile famiglia lombarda dei Trivulzio. Marc'Antonio Dal Re la illustra con incisioni nell'opera Ville di Delizia. Dopo diversi restauri (l'ultimo nel 2000) che le hanno restituito l'originaria bellezza, oggi la villa apre le sue sale per ospitare eventi esclusivi e matrimoni.

## Sagre
- Falò di Sant'Antonio

Un sabato di gennaio, viene bruciato un pupazzo a forma d'asino in piazza Trivulzio di fronte all'omonima villa.

## Società sportive
Tra le principali società sportive omatesi si annoverano:
- Nuova Unione Sportiva Omatese
- Polisportiva O.A. Omate

## Galleria d'immagini

La villa Trivulzio
La villa Trivulzio
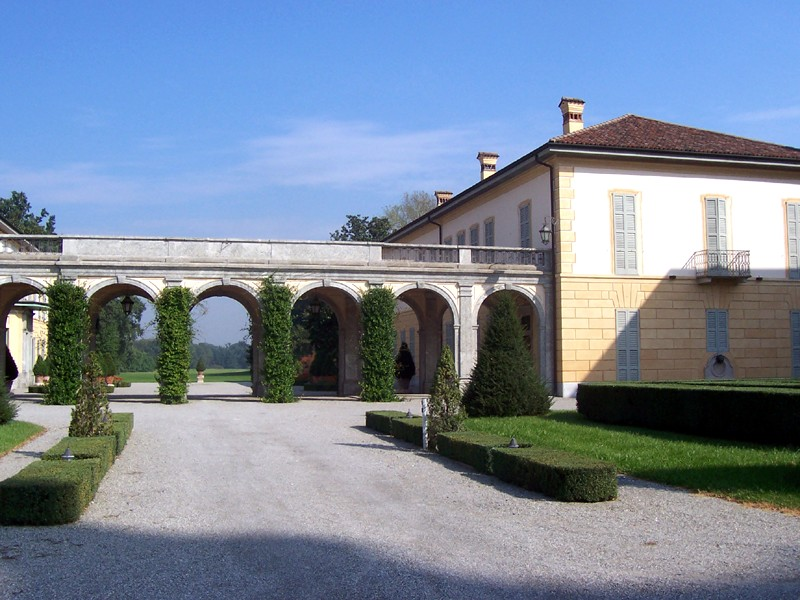
La villa Trivulzio